# 1267 Джиртруда
1267 Джиртруда (1267 Geertruida) — астероїд головного поясу, відкритий 23 квітня 1930 року.
Тіссеранів параметр щодо Юпітера — 3,458.